# Bomolocha madefactalis
Bomolocha madefactalis là một loài bướm đêm trong họ Noctuidae.